# Danijela Martinović
Danijela Martinović (nacida el 15 de julio de 1971 en Split) o también conocida simplemente como Danijela, es una popular cantante croata conocida en la región de los Balcanes. Es especialmente popular por haber participado en dos ocasiones en el Festival de Eurovisión; en 1995 formando un dúo y en 1998 en solitario obteniendo el quinto puesto.

## Carrera musical
Empezó a dedicarse a la música desde muy joven. En la década de los noventa, concretamente en 1991, entró a formar parte del grupo "Magazin". Desde su entrada en el grupo, la popularidad de la cantante creció considerablemente, pues se trata de una de las bandas más reconocidas desde la Yugoslavia de los años 80. 
En 1995, el grupo Magazín, con Danijela como vocalista, se presentó al DORA, la preselección croata para el Festival de la Canción de Eurovisión, junto con la soprano Lidija Hovart. La banda ganó y por lo tanto fueron los representantes croatas de aquel año, finalizando en un sexto puesto con 96 puntos.
Un año después, la cantante abandonó Magazín, y comenzó su carrera en solitario publicando su primer disco. A pesar de todo, la cantante siguió colaborando con los miembros de su antigua banda. 
En 1998, Danijela publicó su segundo disco, y se presentó al DORA de aquel año. De nuevo, la cantante ganó la final nacional con la canción "Neka mi ne svane" (Puede que el sol no salga) y representó a Croacia en Eurovisión. Finalmente quedó en quinta posición, siendo la canción croata que más puntos ha conseguido en aquel festival. Desde entonces, la cantante ha seguido desarrollando una exitosa carrera, y con un pleno reconocimiento en todos los países balcánicos. También ha seguido presentándose al DORA durante los años siguientes.
Se presentó al DORA 2005 (preselección nacional para Eurovisión de Croacia) quedando en 3.º posición con la canción "Za Tebe Rodena". Volvería a presentarse en 2006 con el tema "Oci Od Safira".

## Discografía
- 1996: "Zovem te ja"
- 1998: "To malo ljubavi"
- 1999: "I po svjetlo i po mraku"
- 2001: "Pleši sa mnom"
- 2003: "Božić s Danijelom"
- 2005: "Oaza"
- 2006: "Canta y baila con Danijela"
- 2011: "Unikat"